# Rita Tushingham
Rita Tushingham (Liverpool, 14 de março de 1942) é uma atriz britânica.
Estudante de escola religiosa onde atuava em peças escolares, estreou profissionalmente em 1960 e tornou-se um dos mais significantes rostos femininos da New Wave britânica dos anos 60.
Lançada por Tony Richardson em A Taste of Honey, em 1961, filme em que ganhou  o prêmio do British Film Award de melhor atriz estreante, trabalhou em filmes de sucesso como A Bossa da Conquista, premiado no Festival de Cannes com a Palma de Ouro, e Doutor Jivago.

## Filmografia
- 1961: A Taste of Honey de Tony Richardson : Jo
- 1963: A Place to Go : Catherine Donovan
- 1964: The Leather Boys de Sidney J. Furie : Dot
- 1964: Girl with Green Eyes de Desmond Davis : Kate Brady
- 1965: The Knack ...and How to Get It de Richard Lester : Nancy Jones
- 1965: Doctor Zhivago de David Lean : a filha
- 1966: The Trap de Sidney Hayers : Eve
- 1967: Smashing Time : Brenda
- 1968: Diamonds for Breakfast de Christopher Morahan : Bridget Rafferty
- 1969: The Guru: Jenny
- 1969: The Bed Sitting Room de Richard Lester : Penelope
- 1972: Straight on Till Morning : Brenda Thompson
- 1973: Situation : Rita
- 1973: Where Do You Go from Here?
- 1974: Rachel's Man : Leah
- 1974: Fischia il sesso : de Gian Luigi Polidoro : Carol Houston
- 1975: The 'Human' Factor : Janice
- 1976: Ragazzo di Borgata de Giulio Paradisi
- 1977: Gran bollito : de Mauro Bolognini : Maria
- 1977: Pane, burro e marmellata de Giorgio Capitani : Vera De Virdis
- 1978: Mysteries de Paul de Lussanet : Martha Gude
- 1982: Spaghetti House de Giulio Paradisi : Kathy Ceccacci
- 1986: A Judgment in Stone de Ousama Rawi : Eunice Parchman
- 1986: Flying de Paul Lynch : Jean Stoller
- 1988: The Legendary Life of Ernest Hemingway de José María Sánchez
- 1989: Hard Days, Hard Nights de Horst Königstein : Rita
- 1989: Resurrected de Paul Greengrass : Mrs. Deakin
- 1990: Sunday Pursuit de Mai Zetterling : Alice Fletcher
- 1992: A Csalás gyönyöre de Lívia Gyarmathy : Dóra Tas
- 1992: Papierowe malzenstwo de Krzysztof Lang : Lou
- 1994: Gospel According to Harry de Lech Majewski : Myrna
- 1995: An Awfully Big Adventure de Mike Newell : tia Lily
- 1996: The Boy from Mercury de Martin Duffy : May Cronin
- 1997: Under the Skin de Carine Adler : Mãe
- 1999: Swing de Nick Mead : Mags Luxford
- 2000: Out of Depth de Simon Marshall : Margaret Nixon
- 2000: Home Ground de Jonathan Haren : Nellie
- 2004: Being Julia de István Szabó : tia Carrie
- 2005: Loneliness and the Modern Pentathlon de Daria Martin : Headmistress-trainer
- 2007: Puffball de Nicolas Roeg : Molly
- 2007: Il Nascondiglio de Pupi Avati : Paula Hardyn
- 2008: Come Here Today de Simon Aboud : Alex's mother
- 2008: Broken Lines de Sallie Aprahamian : Rae
- 2008: Telstar de Nick Moran : Essex Medium
- 2008: Sight Test de Joseph Knowles : Rita
- 2011: Seamonsters de Julian Kerridge
- 2012: Outside Bet de Sacha Bennett